# Kadagaravalli, Sakleshpur
Kadagaravalli là một làng thuộc tehsil Sakleshpur, huyện Hassan, bang Karnataka, Ấn Độ.